# Huppy
Huppy – miejscowość i gmina we Francji, w regionie Hauts-de-France, w departamencie Somma.
Według danych na rok 2011 gminę zamieszkiwało 805 osób, a gęstość zaludnienia wynosiła 74 osoby/km² (wśród 2293 gmin Pikardii Huppy plasuje się na 471. miejscu pod względem liczby ludności, natomiast pod względem powierzchni na miejscu 402.).